# Acteo

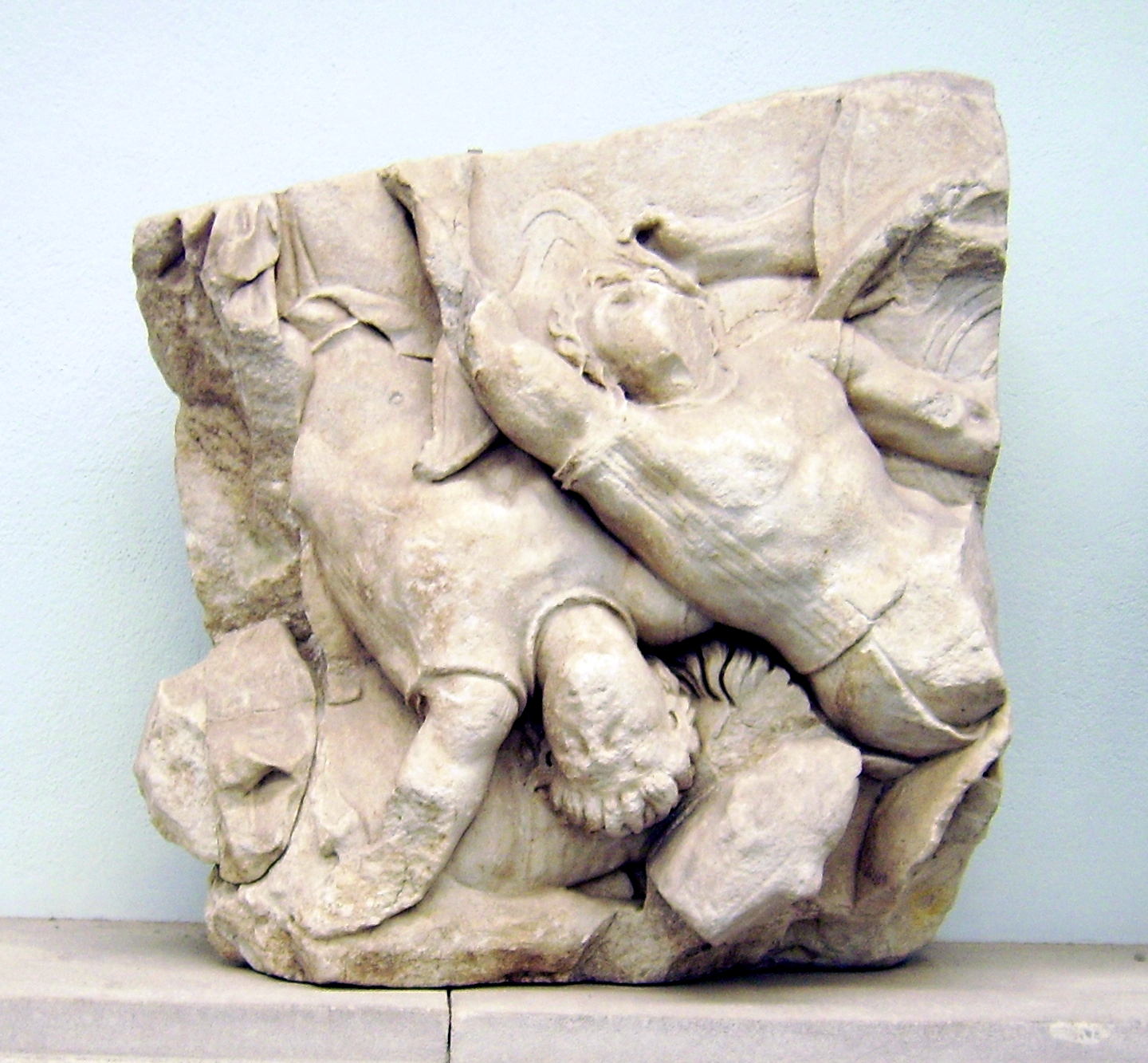
Áyax mata a Heloro y Acteo (Altar de Pérgamo).

En la mitología griega, Acteo (en griego  Ἀκταῖος, Aktaῖos, «de la costa») fue, según Pausanias, el primer rey legendario del Ática, en los tiempos antiguos que precedieron al diluvio de Deucalión. Ninguna fuente nos habla de sus padres o de si era uno de los autóctonos, como es común entre los reyes primitivos del Ática. Tuvo una hija, Agraulo, que se casó con Cécrope, el fundador de Atenas, quien le sucedió. El mismo autor dice que hay en Atenas un demo, Atmonia, cuyos habitantes dicen que Porfirión, que reinó antes que Acteo, construyó el santuario de Urania en su territorio. En la versión ática Ferécides nos dice de que Telamón era hijo de Acteo y Glauce, hija de Cicreo, y que era amigo y no hermano de Peleo. En la Suda se dice que Acteo tuvo otras tres hijas, llamadas Herse, Pándroso y Fénice, acaso las mismas citadas como hijas de Cécrope y Aglauro en otra versión. En esa versión fue el propio Acteo quien denominó como tal el alfabeto fenicio en honor a su hija Fénice, que había muerto doncella en su honor.
Acteo pasa, a menudo, por ser el precursor de la monarquía ateniense.